# Zbigniew Preisner
Zbigniew Antoni Preisner (* 20. května 1955 Bílsko-Bělá), rodným příjmením Kowalski, je polský hudební skladatel, autor především filmové a scénické hudby. Žije a tvoří střídavě v Polsku a ve Francii.

## Život
Zbigniew Preisner se narodil v 20. května 1955 v Bílsku-Bělé jako Zbigniew Kowalski. Příjmení Preisner přijal při sňatku od své ženy. Studoval historii a filosofii v Krakově. V hudbě byl úplný samouk, neobdržel žádné formální hudební vzdělání. Učil se sám nasloucháním a přepisováním hudebních partitur. Jeho hudební styl vykazuje znaky neoromantismu. Ovlivnila ho zejména hudba Paganiniho a Sibelia.
V roce 1977 začal spolupracovat s literárním kabaretem Piwnica pod Baranami v Krakově. Pod vlivem skladatele Zygmunta Konieczného začal komponovat písně. Po úspěchu v kabaretu komponoval také pro Staré divadlo v Krakově. Pak přišla první práce pro film. V roce 1982 komponoval hudbu pro film Prognoza pogody režiséra Antoniho Krauze. Jeho prostřednictvím se setkal s režisérem Krzysztofem Kieślowským. Film Bez konce (1985) zahájil dlouhodobou spolupráci s tímto režisérem. Spolu se scenáristou Krzysztofem Piesiewiczem vytvořili televizní seriál Decalog (1988), film Dvojí život Veroniky (1991) a trilogii Tři barvy (1993-1994). Kieślowského smrt v roce 1996 znemožnila realizaci druhého triptychu Nebe, Očistec a Peklo. Ve dvou Kieślowského filmech použil jako pseudonym jméno fiktivního nizozemského skladatele van den Budenmayera.
Na počátku devadesátých let se Preisner stal známým po celém světě. Během tohoto období napsal hudbu pro mnoho různých režisérů, včetně filmu Eminent Domain Johna Irvina, At Play in the Fields of the Lord brazilského režiséra Hectora Babenca či filmů Agnieszky Holland a dalších. Celkem složil hudbu k více než 80 filmům.
V roce 1994 získal na Césara za hudbu k filmu Tři barvy: Červená, v roce 1995 pak za hudbu filmu Jeana Beckera Elisa. V roce 1997 obdržel Stříbrného medvěda na Berlínském filmovém festivalu za dánský film The Island on Bird Street. Třikrát (1991, 1992, 1993) byl vyhlášen nejvýraznějším skladatelem filmové hudby Asociací filmové kritiky v Los Angeles. Dvakrát byl nominován na Zlatý glóbus: v roce 1992 za hudbu pro At Play in the Fields of the Lord a v roce 1994 za film Tři barvy: Modrá.
Dne 1. října 1998 mělo ve Velkém divadle ve Varšavě světovou premiéru Requiem pro mého přítele věnované památce režiséra Kieślowského. V roce 2001 uváděl rozhlasový pořad Historie populární hudby. V roce 2010 a v roce 2015 byl členem výboru na podporu zvolení Bronisława Komorowského polským prezidentem. V roce 2012 obdržel Důstojnický kříž Řádu znovuzrozeného Polska.

## Dílo

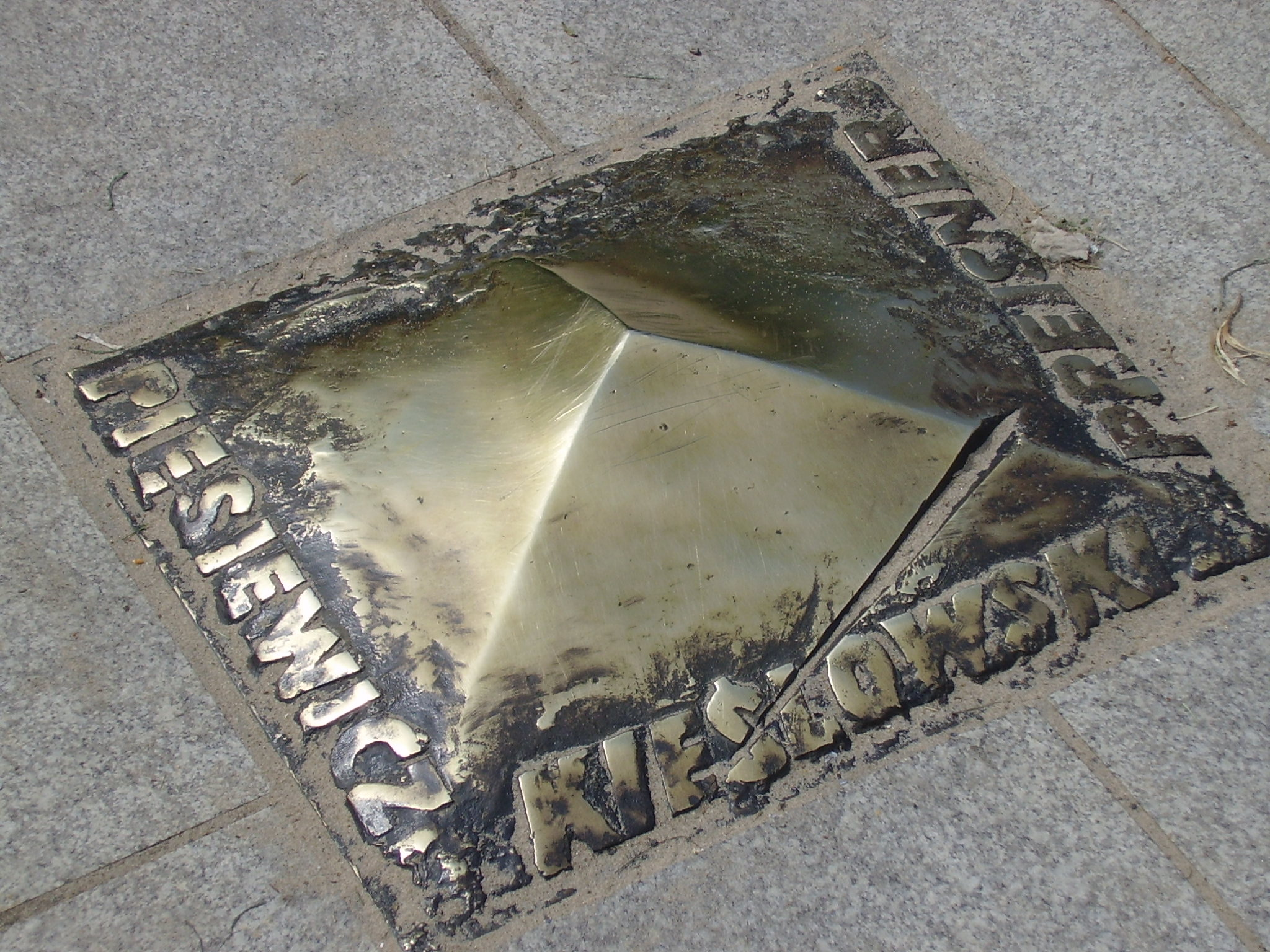
Pamětní deska Krzysztofu Piesiewiczovi, Krzysztofu Kieślowskému a Zbigniewu Preisnerovi na promenádě hvězd v Międzyzdrojích

### Filmová hudba
- Prognoza pogody (Polsko, režie Antoni Krauze, 1982)
- Bez konce (Polsko, režie Krzysztof Kieślowski, 1985)
- Przez dotyk (Polsko, režie Grzegorz Warchoł, 1986)
- Mám ráda netopýry (Polsko, režie Grzegorz Warchoł, 1986)
- Ucieczka (Polsko, režie Tomasz Szadkowski, 1987)
- Krátký film o zabíjení (Polsko, režie Krzysztof Kieślowski, 1987)
- Sami dla siebie (TV film, režie Stanisław Jędryka, 1988)
- Dziewczynka z Hotelu Excelsior (Polsko, režie Antoni Krauze, 1988)
- Krátký film o lásce (Polsko, režie Krzysztof Kieślowski, 1988)
- Kocham kino (Polsko, režie Ilona Łepkowska, 1988)
- Poslední zvonění (Polsko, režie Magdalena Łazarkiewicz, 1989)
- Dekalog (TV seriál, režie , 1988–1989)
- Poslední loď (Maďarsko, režie Béla Tarr, 1990)
- Evropa, Evropa (Německo, Francie, Polsko, režie Agnieszka Holland, 1990)
- Hráči na vinici Páně (USA, režie Hector Babenco, 1991)
- Eminent Domain (Francie, Izrael, Kanada, režie John Irvin, 1991)
- Dvojí život Veroniky (Francie, Polsko, Norsko, režie Krzysztof Kieślowski, 1991)
- At Play in the Fields of the Lord (USA, režie Héctor Babenco, 1991)
- Zwolnieni z zycia (Polsko, režie Waldemar Krzystek, 1992)
- Posedlost (Francie, Velká Británie, režie Louis Malle, 1992)
- Oliviére, Oliviére (Francie, režie Agnieszka Holland, 1992)
- Tři barvy: Modrá (Francie, Polsko, Švýcarsko, režie Krzysztof Kieślowski, 1993)
- Tajemná zahrada (USA, Velká Británie, režie Agnieszka Holland, 1993)
- O Fio do Horizonte (Portugalsko, Francie, Španělsko, režie Fernando Lopes, 1993)
- Tři barvy: Červená (Francie, Polsko, Švýcarsko, režie Krzysztof Kieślowski, 1994)
- Tři barvy: Bílá (Francie, Polsko, Švýcarsko, režie Krzysztof Kieślowski, 1994)
- Kouarteto se 4 kiniseis (Řecko, režie Lucia Rikaki, 1994)
- Když muž miluje ženu (USA, režie Luis Mandoki, 1994)
- Chvění touhy (Kanada, Francie, Švýcarsko, režie Léa Pool, 1994)
- Radetzkymarsch (televizní trilogie, Rakousko, Německo, Francie, režie Gernot Roll a Axel Corti, 1995)
- Elisa (Francie, režie Jean Becker, 1995)
- Červencová slavnost (USA, Velká Británie, režie Christopher Menaul, 1995)
- Osvícené srdce (Argentina, Brazílie, Francie, režie Hector Babenco, 1996)
- Pravdivá pohádka (Velká Británie, USA, režie Charles Sturridge, 1997)
- The Island on Bird Street (Øen i Fuglegaden, Dánsko, Velká Británie, Německo, režie Søren Kragh-Jacobsen, 1997)
- Liv (USA, režie Edoardo Ponti, 1998)
- Sen (český studentský film, 1999)
- Poslední září (Francie, Irsko, Velká Británie, režie Deborah Warner, 1999)
- Nezkrotná touha (USA, Velká Británie, režie Eric Styles, 1999)
- Weiser (Polsko, USA, Švýcarsko, Německo, režie Wojciech Marczewski, 2000)
- Aberdeen (Velká Británie, Norsko, Švédsko, režie Hans Petter Moland, 2000)
- Mezi cizinci (Kanada, Itálie, režie Edoardo Ponti, 2002)
- Za všechno může láska (USA, Japonsko, Švédsko, Velká Británie, režie Thomas Vinterberg 2003)
- SuperTex (Německo, Nizozemsko, režie Jan Schütte, 2003)
- Podivné zahrady (Francie, režie Jean Becker, 2003)
- Kolysanka (Polsko, Švýcarsko, režie Efraim Sevela, 2003)
- Země zaslíbená (USA, režie Hans Petter Moland, 2004)
- Harryho dcery (Švédsko, režie Richard Hobert, 2005)
- Nejlepší sportovec století (Nizozemsko, Německo, Švédsko, režie Mischa Alexander, 2006)
- Tajemství (Francie, režie Claude Miller, 2007)
- Žena v Berlíně (Německo, Polsko, režie Max Färberböck, 2008)
- Aglaja (Maďarsko, Polsko, Rumunsko, režie Krisztina Deák, 2012)
- Angelica (USA, režie Mitchell Lichtenstein, 2015)
- Španělská královna (Španělsko, režie Fernando Trueba, 2016)

### Orchestrální skladby
- Requiem for my friend (1998)
- Life (1998)
- Silence, Night and Dreams (2007)
- On an Island (2006)
- Diaries Of Hope (2013)

### Jiné skladby
- 10 Easy Pieces for Piano (2000)
- Das Begräbnis (scénická hudba ke hře Thomase Vinterberga a Mogense Rukova, 2010)